# Boletina abdita
Boletina abdita är en tvåvingeart som beskrevs av Eberhard Plassmann 1980. Boletina abdita ingår i släktet Boletina och familjen svampmyggor. Inga underarter finns listade i Catalogue of Life.